# Guingamp-Paimpol Agglomération
Pour les articles homonymes, voir GPA.
Guingamp-Paimpol Agglomération (GPA) est une communauté d'agglomération française, située dans le département des Côtes-d'Armor, en région Bretagne.
En 2021, avec 73 447 habitants, elle est la 4e intercommunalité la plus peuplée des Côtes-d'Armor et la 15e de Bretagne.

## Historique
La communauté d'agglomération Guingamp-Paimpol Armor-Argoat Agglomération est créée au 1er janvier 2017 par arrêté préfectoral du 17 novembre 2016,. 
Elle est formée par la fusion de sept communautés de communes :
- la communauté de communes Callac - Argoat,
- la communauté de communes Paimpol-Goëlo,
- la communauté de communes du Pays de Bégard,
- la communauté de communes du Pays de Belle-Isle-en-Terre,
- la communauté de communes du Pays de Bourbriac,
- Guingamp Communauté,
- Pontrieux Communauté.

Depuis le 1er janvier 2019, l'agglomération se nomme Guingamp-Paimpol Agglomération en conservant l'intitulé « De l'Armor à l'Argoat » comme slogan.

### Identité visuelle

Logo de l'agglomération de 2017 à 2019.
Logo de l'agglomération depuis 2019.

## Territoire communautaire

### Géographie
Située à l'ouest du département des Côtes-d'Armor, l'intercommunalité Guingamp-Paimpol Agglomération regroupe 57 communes et s'étend sur 1 107,7 km2.

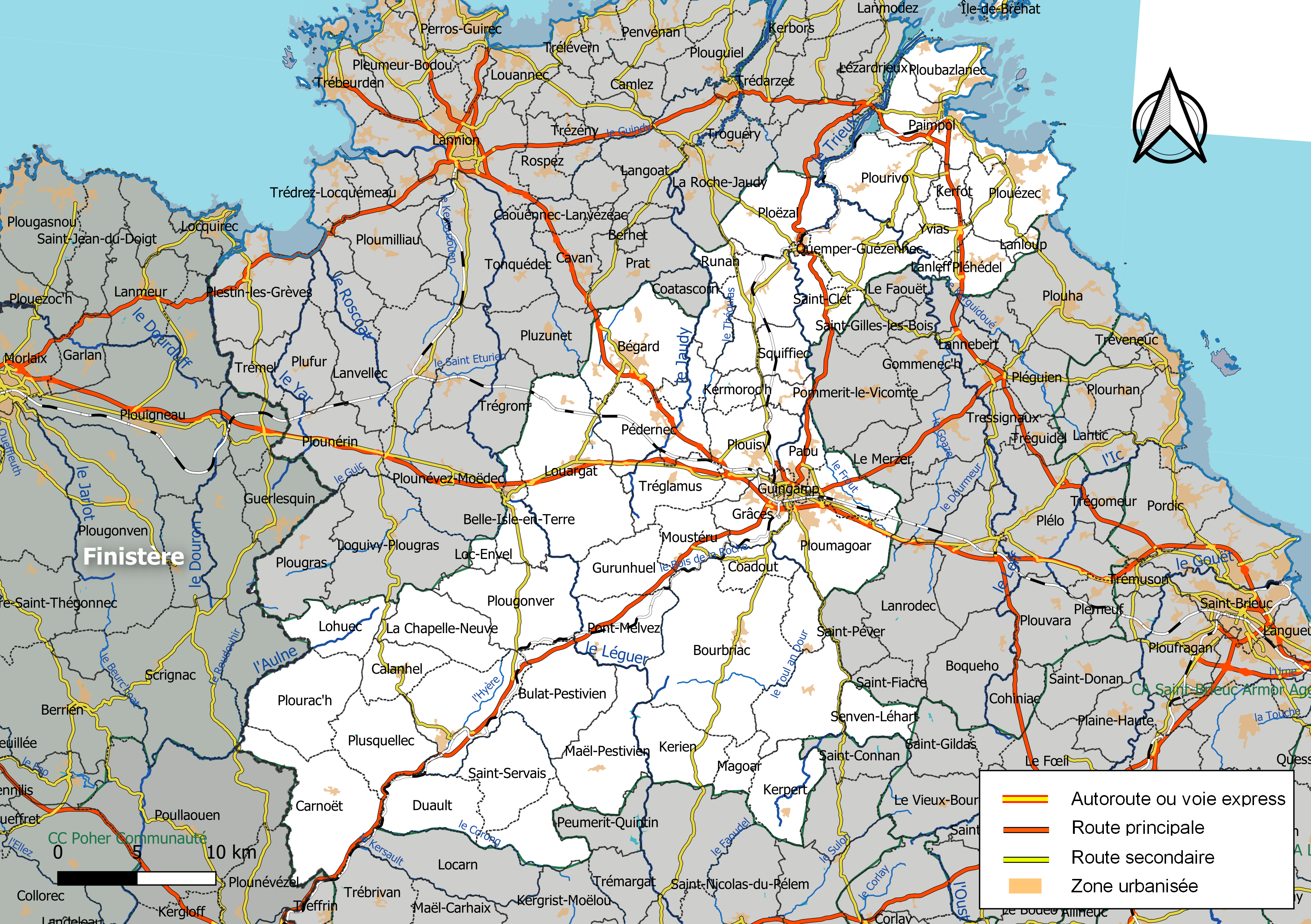
Carte de l'intercommunalité Guingamp-Paimpol Agglomération au 1er janvier 2019.

### Composition

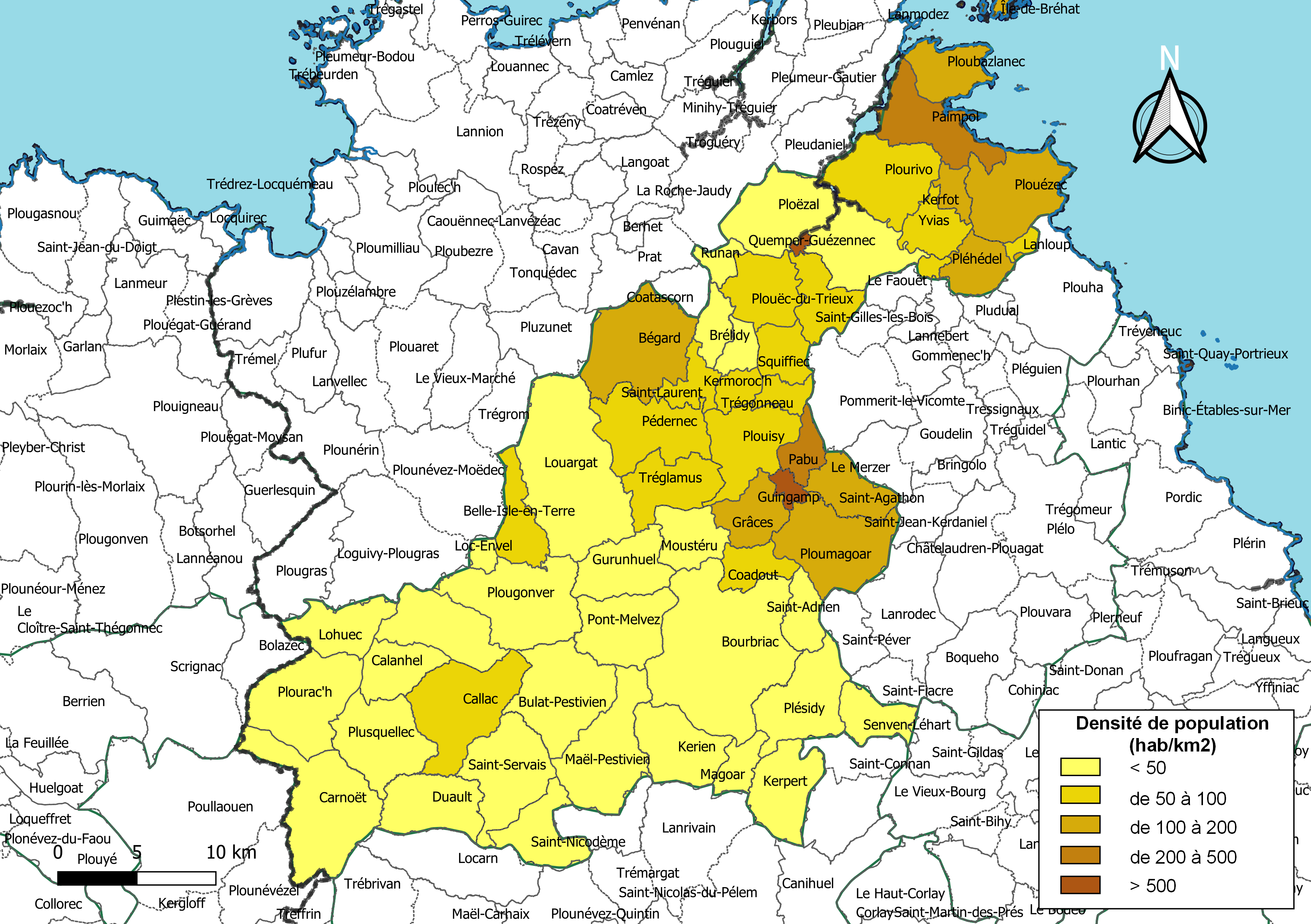
Carte des densités de population (millésimée 2016) des communes de l'intercommunalité Guingamp-Paimpol Agglomération. Composition en communes au 1er janvier 2019.

La communauté d'agglomération est composée des 57 communes suivantes :

| Nom                 | Code Insee | Gentilé           | Superficie (km2) | Population (dernière pop. légale) | Densité (hab./km2) |
| ------------------- | ---------- | ----------------- | ---------------- | --------------------------------- | ------------------ |
| Guingamp (siège)    | 22070      | Guingampais       | 3,41             | 7 127 (2022)                      | 2 090              |
| Bégard              | 22004      | Bégarrois         | 36,41            | 4 862 (2022)                      | 134                |
| Belle-Isle-en-Terre | 22005      | Belleilois        | 14,11            | 1 031 (2022)                      | 73                 |
| Bourbriac           | 22013      | Briacins          | 71,86            | 2 126 (2022)                      | 30                 |
| Brélidy             | 22018      | Brélidiens        | 8,14             | 316 (2022)                        | 39                 |
| Bulat-Pestivien     | 22023      | Bulatois          | 31,23            | 409 (2022)                        | 13                 |
| Calanhel            | 22024      | Calanhelois       | 14,32            | 236 (2022)                        | 16                 |
| Callac              | 22025      | Callacois         | 33,03            | 2 274 (2022)                      | 69                 |
| Carnoët             | 22031      | Carnoëtois        | 42,06            | 667 (2022)                        | 16                 |
| La Chapelle-Neuve   | 22037      | Chapelle-Neuvois  | 23,78            | 403 (2022)                        | 17                 |
| Coadout             | 22040      | Coadoutais        | 9,73             | 538 (2022)                        | 55                 |
| Duault              | 22052      | Duaultois         | 21,59            | 388 (2022)                        | 18                 |
| Grâces              | 22067      | Gracieux          | 14,07            | 2 588 (2022)                      | 184                |
| Gurunhuel           | 22072      | Gurunhuellois     | 19,58            | 406 (2022)                        | 21                 |
| Kerfot              | 22086      | Kerfotais         | 5,71             | 634 (2022)                        | 111                |
| Kerien              | 22088      | Kérinois          | 21,88            | 247 (2022)                        | 11                 |
| Kermoroc'h          | 22091      | Kermorochois      | 6,16             | 429 (2022)                        | 70                 |
| Kerpert             | 22092      | Kerpertois        | 21               | 269 (2022)                        | 13                 |
| Landebaëron         | 22095      | Landebaëronnais   | 6,44             | 169 (2022)                        | 26                 |
| Lanleff             | 22108      | Lanleffois        | 2,16             | 121 (2022)                        | 56                 |
| Lanloup             | 22109      | Lanloupais        | 2,45             | 251 (2022)                        | 102                |
| Loc-Envel           | 22129      | Locenvellois      | 3,36             | 74 (2022)                         | 22                 |
| Lohuec              | 22132      | Lohuécois         | 17,18            | 246 (2022)                        | 14                 |
| Louargat            | 22135      | Louargatais       | 57,23            | 2 393 (2022)                      | 42                 |
| Maël-Pestivien      | 22138      | Maëlois           | 31,29            | 360 (2022)                        | 12                 |
| Magoar              | 22139      | Magoariens        | 7,79             | 75 (2022)                         | 9,6                |
| Moustéru            | 22156      | Moustérusiens     | 14,28            | 642 (2022)                        | 45                 |
| Pabu                | 22161      | Pabuais           | 7,83             | 2 769 (2022)                      | 354                |
| Paimpol             | 22162      | Paimpolais        | 23,61            | 7 266 (2022)                      | 308                |
| Pédernec            | 22164      | Pédernecois       | 27,05            | 1 891 (2022)                      | 70                 |
| Pléhédel            | 22178      | Pléhédelais       | 12,36            | 1 317 (2022)                      | 107                |
| Plésidy             | 22189      | Plésidiens        | 25,79            | 562 (2022)                        | 22                 |
| Ploëzal             | 22204      | Ploëzalais        | 26,24            | 1 227 (2022)                      | 47                 |
| Ploubazlanec        | 22210      | Ploubazlanecains  | 15,04            | 2 985 (2022)                      | 198                |
| Plouëc-du-Trieux    | 22212      | Plouëcois         | 18,27            | 1 140 (2022)                      | 62                 |
| Plouézec            | 22214      | Plouézecains      | 27,87            | 3 129 (2022)                      | 112                |
| Plougonver          | 22216      | Plougonverois     | 35,72            | 766 (2022)                        | 21                 |
| Plouisy             | 22223      | Plouisyens        | 23,63            | 2 013 (2022)                      | 85                 |
| Ploumagoar          | 22225      | Ploumagoariens    | 32,07            | 5 418 (2022)                      | 169                |
| Plourac'h           | 22231      | Plouracois        | 32,15            | 350 (2022)                        | 11                 |
| Plourivo            | 22233      | Plourivotains     | 28,35            | 2 267 (2022)                      | 80                 |
| Plusquellec         | 22243      | Plusquellecois    | 26,31            | 557 (2022)                        | 21                 |
| Pont-Melvez         | 22249      | Pont-Melvéziens   | 22,98            | 600 (2022)                        | 26                 |
| Pontrieux           | 22250      | Pontriviens       | 1,02             | 1 004 (2022)                      | 984                |
| Quemper-Guézennec   | 22256      | Quemperrois       | 23,08            | 1 089 (2022)                      | 47                 |
| Runan               | 22269      | Runanais          | 5,12             | 253 (2022)                        | 49                 |
| Saint-Adrien        | 22271      | Saint-Adriennais  | 9,93             | 367 (2022)                        | 37                 |
| Saint-Agathon       | 22272      | Saint-Agathonnais | 14,56            | 2 202 (2022)                      | 151                |
| Saint-Clet          | 22283      | Saint-Clétois     | 14,46            | 868 (2022)                        | 60                 |
| Saint-Laurent       | 22310      | Saint-Laurentais  | 8,96             | 533 (2022)                        | 59                 |
| Saint-Nicodème      | 22320      | Nicodémois        | 16,94            | 168 (2022)                        | 9,9                |
| Saint-Servais       | 22328      | Saint-Servaisiens | 28,04            | 427 (2022)                        | 15                 |
| Senven-Léhart       | 22335      | Senvenais         | 12,5             | 241 (2022)                        | 19                 |
| Squiffiec           | 22338      | Squiffiécois      | 10,8             | 752 (2022)                        | 70                 |
| Tréglamus           | 22354      | Tréglamusois      | 18,79            | 1 100 (2022)                      | 59                 |
| Trégonneau          | 22358      | Trégonnois        | 6,32             | 523 (2022)                        | 83                 |
| Yvias               | 22390      | Yviasais          | 11,61            | 770 (2022)                        | 66                 |

### Démographie
| 1968   | 1975   | 1982   | 1990   | 1999   | 2010   | 2015   | 2021   |
| ------ | ------ | ------ | ------ | ------ | ------ | ------ | ------ |
| 77 154 | 76 173 | 75 745 | 72 906 | 71 873 | 74 607 | 73 750 | 73 567 |

## Administration

### Siège
Le siège de la communauté d'agglomération est situé à Guingamp, 11 rue de la Trinité.

### Conseil communautaire
Le conseil communautaire de la communauté d'agglomération se compose de 88 conseillers, représentant chacune des communes membres et élus pour une durée de six ans. Ils sont répartis comme suit :
| Nombre de conseillers | Communes                                                                    |
| --------------------- | --------------------------------------------------------------------------- |
| 7                     | Guingamp, Paimpol                                                           |
| 5                     | Ploumagoar                                                                  |
| 4                     | Bégard                                                                      |
| 3                     | Ploubazlanec, Plouézec                                                      |
| 2                     | Bourbriac, Callac, Grâces, Louargat, Pabu, Plouisy, Plourivo, Saint-Agathon |
| 1 (+1 suppléant)      | les 43 autres communes                                                      |

### Élus
La communauté d'agglomération est administrée par son conseil communautaire constitué en 2020 de 88 conseillers communautaires, qui sont des conseillers municipaux représentant chacune des communes membres.
À la suite des élections municipales de 2020 dans les Côtes-d'Armor, le conseil communautaire du 16 juillet 2020 a réélu son président, Vincent Le Meaux, maire de Plouëc-du-Trieux, ainsi que ses 15 vice-présidents.
Le bureau est remanié le 27 septembre 2021 après la démission de Jacky Gouault, adjoint au maire de Paimpol, de son poste de 6e vice-président. Ce dernier est remplacé par Élisabeth Puillandre, adjointe au maire de Saint-Agathon, qui récupère une partie des attributions, et la maire de Paimpol Fanny Chappé devient 15e vice-présidente en charge de la mer et du littoral. Depuis cette date, la liste des vice-présidents est la suivante :
|     | Attributions                                             | Identité             | Parti | Parti | Qualité                            |
| --- | -------------------------------------------------------- | -------------------- | ----- | ----- | ---------------------------------- |
| 1re | Santé et développement social                            | Claudine Guillou     |       | PS    | Maire de Bourbriac                 |
| 2e  | Économie, grands projets et ouverture                    | Philippe Le Goff     |       | PS    | Maire de Guingamp                  |
| 3e  | Ressources humaines et dialogue social                   | Yvon Le Moigne       |       | UDI   | Maire de Squiffiec                 |
| 4e  | Tourisme, artisanat et cultures                          | Josette Connan       |       | DVG   | Maire de Lanleff                   |
| 5e  | Eau et assainissement                                    | Rémy Guillou         |       | SE    | Maire de Plouisy                   |
| 6e  | Finances et évaluation                                   | Vincent Clec'h       |       | PS    | Maire de Bégard                    |
| 7e  | Administration générale, territoires et proximité        | Samuel Le Gaouyat    |       | DVG   | Maire de Pontrieux                 |
| 8e  | Traitement des déchets et voirie                         | Claude Lozac'h       |       | DVG   | Maire de Lohuec                    |
| 9e  | Agriculture, agroalimentaire, alimentation et énergie    | Christian Prigent    |       | DVD   | Maire de Plougonver                |
| 10e | Aménagement, mobilités et revitalisation des territoires | Élisabeth Puillandre |       | DVG   | Adjointe au maire de Saint-Agathon |
| 11e | Nouvelle économie, numérique et innovation               | Yannick Le Bars      |       | DVD   | Maire de Lanloup                   |
| 12e | Enfance, jeunesse, sports et loisirs                     | Dominique Pariscoat  |       | DVD   | Maire de Tréglamus                 |
| 13e | Environnement et biodiversité                            | Jean-Pierre Giuntini |       | PS    | Maire de Coadout                   |
| 14e | Urbanisme et planifications                              | Richard Vibert       |       | DVG   | Maire de Ploubazlanec              |
| 15e | Mer et littoral                                          | Fanny Chappé         |       | PS    | Maire de Paimpol                   |

Le bureau communautaire compte par ailleurs 9 conseillers délégués :
| Attributions                                                       | Identité             | Qualité                          |
| ------------------------------------------------------------------ | -------------------- | -------------------------------- |
| Randonnée et espaces naturels                                      | Béatrice Billaux     | Maire de Saint-Servais           |
| Transports du quotidien                                            | Guy Connan           | Maire de Ploëzal                 |
| Vie associative et coopérations citoyennes                         | Virginie Doyen       | Maire de Loc-Envel               |
| Petite enfance                                                     | Yannick Echevest     | Maire de Ploumagoar              |
| Europe, formation et enseignement supérieur, commerce et artisanat | Cyril Jobic          | Maire de Calanhel                |
| Gens du voyage, sécurité et prévention                             | Yannick Le Goff      | Maire de Grâces                  |
| Patrimoine et ingénierie communautaire                             | Joseph Lintanf       | 1er adjoint au maire de Callac   |
| Communication et information                                       | Hervé Rannou         | Conseiller municipal de Pédernec |
| Prévention et valorisation des déchets                             | Marie-Thérèse Scolan | Maire de Pont-Melvez             |

Ensemble, ils forment le bureau communautaire pour la période 2020-2026.

### Liste des présidents
| Période        | Période                       | Identité          | Étiquette | Qualité                             |
| -------------- | ----------------------------- | ----------------- | --------- | ----------------------------------- |
| 9 janvier 2017 | En cours (au 16 juillet 2020) | Vincent Le Meaux, | PS        | Maire de Plouëc-du-Trieux (2008 → ) |

### Compétences
Guingamp-Paimpol Agglomération exerce, en lieu et place des communes membres, des compétences obligatoires, optionnelles et facultatives.

#### Compétences obligatoires
- En matière de développement économique : actions de développement économique dans les conditions prévues à l’article L. 4251-17 ; création, aménagement, entretien et gestion de zones d’activité industrielle, commerciale, tertiaire, artisanale, touristique, portuaire ou aéroportuaire ; politique locale du commerce et soutien aux activités commerciales d’intérêt communautaire ; promotion du tourisme, dont la création d’offices de tourisme ;
- En matière d’aménagement de l’espace communautaire : schéma de cohérence territoriale et schéma de secteur ; plan local d’urbanisme, document d’urbanisme en tenant lieu et carte communale ; définition, création et réalisation d'opération d'aménagement d'intérêt communautaire au sens de l'article L. 300-1 du code e l'urbanisme ; organisation de la mobilité au sens du titre III du livre II de la première partie du code des transports, sous réserve de l’article L.3421-2 du même code ;
- En matière d’équilibre social de l’habitat : programme local de l’habitat ; politique du logement d’intérêt communautaire ; actions et aides financières en faveur du logement social d’intérêt communautaire ; réserves foncières pour la mise en œuvre de la politique communautaire d’équilibre social de l’habitat ; action, par des opérations d’intérêt communautaire, en faveur du logement des personnes défavorisées ; amélioration du parc immobilier bâti d’intérêt communautaire ;
- En matière de politique de la ville : élaboration du diagnostic du territoire et définition des orientations du contrat de ville ; animation et coordination des dispositifs contractuels de développement urbain, de développement local et d’insertion économique et sociale ainsi que des dispositifs locaux de prévention de la délinquance ; programmes d’actions définis dans le contrat de ville ;
- Gestion des milieux aquatiques et prévention des inondations, dans les conditions prévues à l’article L211-7 du code de l’environnement ;
- En matière d’accueil des gens du voyage : création, aménagement, entretien et gestion des aires d’accueil des gens du voyage et des terrains familiaux locatifs définis aux 1° et 3° du II de l’article 1er de la loi n°2000-614 du 5 juillet 2000 relative à l’accueil et à l’habitat des gens du voyage ;
- Collecte et traitement des déchets des ménages et déchets assimilés.
- Eau
- Assainissement des eaux usées, dans les conditions prévues à l'article L. 2224-8
- Gestion des eaux pluviales, au sens de l'article L. 2226-1

#### Compétences optionnelles
- Création ou aménagement et entretien de voirie d’intérêt communautaire ; création ou aménagement et gestion des parcs de stationnement d’intérêt communautaire ;
- En matière de protection et de mise en valeur de l’environnement et du cadre de vie : lutte contre la pollution de l’air, lutte contre les nuisances sonores, soutien aux actions de maîtrise de la demande d’énergie ;
- Construction, aménagement, entretien et gestion d’équipements culturels et sportifs d’intérêt communautaire ;
- Action Sociale d’intérêt communautaire ; Lorsque la communauté d’agglomération exerce la compétence action d’intérêt communautaire, elle peut en confier la responsabilité pour tout ou partie à un centre intercommunal d’action sociale constitué dans les conditions fixées à l’article L.123-4-1 du code de l’action sociale et des familles ;
- Création et gestion de maisons de services au public et définition des obligations de service au public y afférentes en application de l’article 27-2 de la loi n°2000-321 du 12 avril 2000 relative aux droits des citoyens dans leurs relations avec les administrations.

#### Compétences facultatives
- En matière de développement du territoire :
  - Le soutien à la filière agricole, maritime et à leurs entreprises ;
  - La promotion et le développement de l’usage des technologies de l’information et de la communication et de l’administration électronique ;
  - Le soutien à l’enseignement supérieur et à la recherche en rapport avec les besoins du territoire ;
  - Le partenariat avec les structures chargées du soutien à l’emploi et la contribution aux forums de l’emploi ;
  - La création, l’aménagement, la gestion et la valorisation des sentiers de randonnée pédestres, cyclo et VTT ;
  - L’élaboration et la mise en œuvre d’un schéma de signalétique décliné en « Signalétique d’Information Locale », en « Panneaux d’Information sur Site » et « Relais d’Information sur Site » ;
  - L’élaboration d’un schéma d’accueil des aires de services et de stationnement pour les campings-cars.
- En matière de protection de la qualité de l’eau et de la protection de la ressource : La mise en œuvre des actions collectives et/ou individuelles de reconquêtes, d’amélioration et de préservation de la qualité de l’eau (hors production d’eau potable) en lien avec les schémas d’aménagement et de gestion des eaux (SAGE).
- En matière de soutien à la protection et la valorisation des espaces naturels :
  - La protection et la valorisation d’espaces naturels par des études et travaux d’aménagement, de restauration, d’entretien, de protection et de mise en valeur ;
  - La gestion d’espaces naturels du Conservatoire du littoral dans le cadre d’une convention de gestion :
  - La mission d’opérateurs et/ou de gestion pour les sites Natura 2000 ;
  - La connaissance, la préservation et la mise en œuvre opérationnelle de programmes et d’actions en faveur de la biodiversité ;
  - L’assistance aux communes pour la connaissance, la protection, l’aménagement et la mise en valeur des espaces sensibles ou remarquables ;
  - L’assistance aux communes pour la lutte contre les espèces indésirables (faune et flore) ;
  - La création de partenariats entre acteurs, en lien avec la protection et la connaissance des espaces et des espèces.
- En matière d’action par l’éducation à l’environnement et à l’éco-citoyenneté :
  - La coordination et la mise en œuvre d’actions de sensibilisations et d’éducation à la protection de l’environnement et à l’éco-citoyenneté :
    - À la protection des ressources naturelles et du patrimoine
    - Aux économies d’eau et d’énergie
    - Au développement des énergies renouvelables

  - Le soutien aux projets et aux actions contribuant, par leur contenu et leurs dimensions, à l’éducation, à l’environnement, et à l’éco-citoyenneté ;
  - La gestion d’équipements publics communautaires contribuant à l’éducation, à l’environnement, à la protection de l’environnement et à l’éco-citoyenneté.
- En matière d’actions en faveur des énergies renouvelables :
  - L’élaboration et la mise en œuvre d’un Plan Climat Air-Energie Territorial (PCAET)
  - L’élaboration et la mise en œuvre d’une politique de diversification et de développement des énergies renouvelables ;
  - Des actions de maîtrise et de réduction de la demande d’énergie ;
  - L’accompagnement des initiatives visant à la création d’unités de production d’énergies renouvelables ;
  - La construction et la gestion de chaufferies centrales ainsi que la création et la gestion de réseaux de distribution de chaleur.
- En matière d’aménagement numérique du territoire :
  - Toute intervention relative à l’aménagement numérique du territoire et notamment la mise en œuvre des actions définies à l’article L1425-1 du CGCT en matière de réseaux et services locaux de communication électronique ;
  - La participation à l’élaboration et à la modification des schémas visés à l’article L1424-2 du CGCT ;
  - L’accompagnement au développement des usages du numérique.
- En matière de gestion immobilière des locaux de gendarmerie suivants : Belle-Isle-en-Terre, Callac, Paimpol et Pontrieux.
- En matière de soutien à la vie associative :
  - Le soutien à des évènements cohérents avec l’exercice de ses compétences ;
  - Le soutien au fait associatif au travers de partenariats avec les acteurs du secteur ;
  - La mobilisation d’acteurs spécifiques permettant de conforter l’engagement associatif et le volontariat ;
  - Le soutien à des associations au travers de conventions de partenariat.
- Coopération décentralisée : La communauté d’agglomération exerce une compétence dans le domaine de la coopération décentralisée, hors jumelages et subvention des opérations d’urgence humanitaires, sur les territoires de Madagascar et du Niger.
- Versement du contingent incendie.

### Régime fiscal et budget
Le régime fiscal de la communauté d'agglomération est la fiscalité professionnelle unique (FPU).